# Anthicus inaequalis
Anthicus inaequalis är en skalbaggsart som beskrevs av Sylvain Auguste de Marseul 1879. Anthicus inaequalis ingår i släktet Anthicus, och familjen kvickbaggar. Arten har ej påträffats i Sverige.